# Roberto Bianchi Montero
Roberto Bianchi Montero, né à Rome le 7 décembre 1907 et mort à Valmontone le 7 décembre 1986, est un acteur réalisateur et scénariste  italien.

## Biographie
Né à Rome, Bianchi Montero  commence comme membre d'un groupe de théâtre amateur avec qui il a joué dans plusieurs festivals. En 1930, il  entre en stage dans l'entreprise de Ettore Petrolini, et en 1934, il fonde sa propre société. En 1935, il obtient son premier rôle au cinéma dans La capanna dell'amore de Salvatore Ferdinando Ramponi, et en 1938, il assume le rôle d'assistant réalisateur dans Lotte nell'ombra de Domenico Gambino. Son premier film en tant que réalisateur est un film collectif, Gli assi della risata, qu'il co-réalise en 1943 avec Guido Brignone et Gino Talamo.
Après la Seconde Guerre mondiale, Bianchi Montero dirige de nombreux films de genre, généralement  des productions à faible budget auxquelles il collabore  souvent aux scénarios. Il est surtout spécialisé dans les mélodrames, western spaghetti et la Comédie érotique italienne. Il est le père du réalisateur Mario Bianchi,.

## Filmographie partielle

### Acteur
- 1935 : La capanna dell'amore de Salvatore Ferdinando Ramponi
- 1939 : Traversata nera de Domenico Gambino
- 1940 : La danza dei milioni de Camillo Mastrocinque
- 1942 : Casanova farebbe così! (it) de Carlo Ludovico Bragaglia

### Réalisateur
- 1943 : Gli assi della risata, coréalisé avec Giuseppe Spirito et Gino Talamo
- 1948 : Je suis l'assassin (it) (Sono io l'assassino)
- 1948 : Les Contrebandiers de la mer (it) (I contrabbandieri del mare)
- 1949 : Faddija - La legge della vendetta (it)
- 1950 : La scogliera del peccato (it)
- 1950 : Reviens, maman ! (it) (Una madre ritorna)
- 1952 : Nessuno ha tradito (it)
- 1954 : Piccola santa
- 1954 : Addio, Napoli!
- 1954 : Le Monstre de l'île (it) (Il mostro dell'isola)
- 1955 : Dramma nel porto (it)
- 1957 : Horizon en flammes (it) (Orizzonte infuocato)
- 1958 : Gagliardi e pupe (it)
- 1959 : La sceriffa
- 1959 : La Pica sul Pacifico (it)
- 1959 : Il terribile Teodoro (it)
- 1962 : Tharus, fils d'Attila (it) (Tharus figlio di Attila)
- 1962 : Coup dur à Tanger (Zwischen Schanghai und St. Pauli)
- 1962 : Un alibi per morire (it), coréalisé avec Piero Costa
- 1962 : Nuits chaudes d'Orient (Notti calde d'Oriente) — spectacle filmé
- 1962 : Sexy Mondial (Sexy follie) — spectacle filmé
- 1963 : Univers interdit (Universo proibito) — spectacle filmé
- 1963 : Monde infâme (it) (Mondo infame)
- 1963 : Africa sexy (it)
- 1963 : Sexy nudo (it)
- 1964 : Le Monde pervers (it) (Mondo balordo)
- 1965 : Violence en Oklahoma (Il ranch degli spietati), coréalisé avec Jaime Jesús Balcázar
- 1965 : Agent Z-55, mission désespérée (es) (Agente Z 55 missione disperata)
- 1967 : Technique pour un massacre (it) (Tecnica per un massacro)
- 1967 : Poker d'as pour Django (Le due facce del dollaro)
- 1968 : Les Sept Bâtards (Quella dannata pattuglia)
- 1969 : Trente-Six Heures en enfer (36 ore all'inferno )
- 1970 : Les Rangers (Rangers : attacco ora X)
- 1970 : Robin des Bois le magnifique (Il magnifico Robin Hood)
- 1971 : L'Œil de l'araignée (L'occhio del ragno)
- 1971 : Durango encaisse ou tue (Arriva Durango : paga o muori)
- 1972 : La Peur au ventre (Rivelazioni di un maniaco sessuale al capo della squadra mobile)
- 1972 : Il était une fois à El Paso (I senza Dio)
- 1973 : Donne e magia con satanasso in compagnia
- 1973 : Provaci anche tu, Lionel (it)
- 1974 : Il était une fois une petite culotte (La cameriera)
- 1974 : Una donna per sette bastardi
- 1975 : Calore in provincia (it)
- 1976 : Il pomicione
- 1977 : Les Folles Nuits de Caligula (Le calde notti di Caligola)
- 1977 : La bravata (it)
- 1977 : La sorprendente eredità del tontodimammà (it)
- 1979 : Savana violenza carnale (it)
- 1980 : Remolino sangriento
- 1981 : Albergo a ore
- 1981 : Erotic Flash
- 1982 : Le notti segrete di Lucrezia Borgia (it)
- 1986 : L'amore e la bestia

### Scénariste
- 1965 : Le Dernier des Mohicans (Der Letzte Mohikaner) de Harald Reinl
- 1966 : Río Maldito de Juan Xiol